# Autoroute émiratie E 11
Pour les articles homonymes, voir E 11.
L'autoroute E 11 (en arabe شارع ﺇ ١١) traverse de part en part les Émirats arabes unis en longeant la côte du golfe Persique sur une distance de 558,4 km, depuis la frontière saoudienne (24° 07′ 12″ N, 51° 35′ 07″ E) jusqu'à Ras el Khaïmah (25° 47′ 11″ N, 55° 58′ 12″ E), via notamment Abou Dabi, Dubaï, Ajman et Oumm al Qaïwaïn.
Projetée par cheikh Zayed ben Sultan Al Nahyane, émir d'Abou Dabi, alors président des Émirats, les travaux commencèrent en 1971 pour se terminer en 1980.
En traversant les différentes villes des Émirats, elle change de nom :
- Sheikh Maktoum Road à Abou Dabi ;
- Sheikh Zayed Road à Dubaï ;
- Sheikh Muhammed bin Salem Road à Ras el Khaïmah.